# The Great Gig in the Sky
Pistes de l'album The Dark Side of the Moon
Time Money
The Great Gig in the Sky est une chanson du groupe de rock progressif britannique Pink Floyd. Elle apparaît sur l'album The Dark Side of the Moon en 1973 en piste numéro cinq.

## Composition
La chanson fait son apparition comme une progression d'accords de Richard Wright, connue sous les noms de The Mortality Sequence ou The Religion Song. Au cours de la première moitié de l'année 1972, il joue l'air en direct avec un simple instrument d'orgue, accompagné d'extraits de paroles de la Bible, en particulier des versets de l'Ecclésiaste, et  de Malcolm Muggeridge, un écrivain britannique connu pour ses opinions religieuses conservatrices. En septembre 1972, l'instrument principal est remplacé par un piano, avec un arrangement très similaire à la forme finale mais sans voix et une séquence d'accords légèrement différente au milieu. Divers effets sonores sont essayés sur la bande son, y compris des enregistrements des astronautes de la Nasa communiquant sur des missions spatiales, mais aucun n'est satisfaisant. Finalement, quelques semaines avant la fin de l'album, le groupe a pensé à faire venir une chanteuse sur la musique. 
Les Pink Floyd engagent Clare Torry, jeune chanteuse de 25 ans suggérée par l'ingénieur du son Alan Parsons. Ils demandent alors à cette chanteuse, qu'on vient juste de leur présenter, de penser à l'horreur, à la mort. Torry improvise pour la musique composée par Wright et, après quelques prises, elle sort et s'excuse, persuadée d'avoir mal chanté. Mais tout le monde dans le studio est enchanté par sa performance. La version présente sur l'album est un composé de différentes prises.

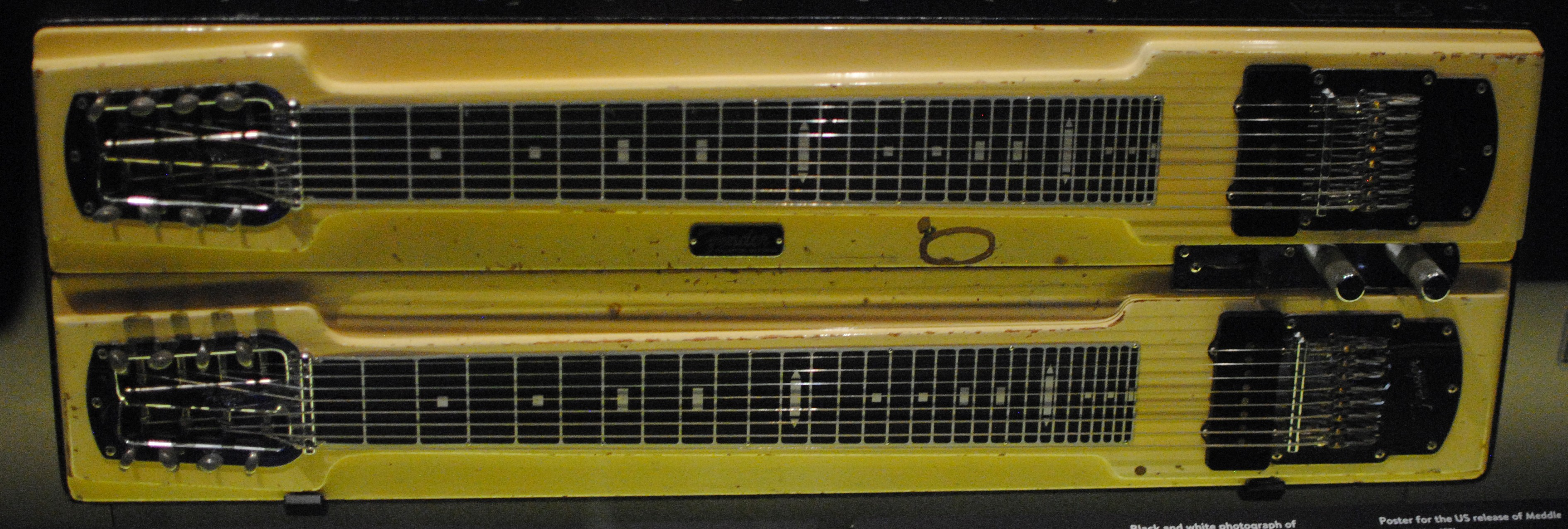
Fender Duo 1000, guitare à double manche d’acier (1962), achetée à Seattle en octobre 1970 par David Gilmour et utilisée sur The Great Gig in the Sky, lors de l’exposition Pink Floyd: Their Mortal Remains.

Clare Torry est payée trente livres sterling de l'heure pour la prise de son, soit cent livres au total, ce qui était le tarif normal pour une choriste de studio qui interprète une œuvre, mais, dans le cas présent, elle a effectué une improvisation personnelle qui vaut une création artistique et donne donc droit à la perception de droits d'auteur. C'est à ce titre qu'elle réclame à EMI en 2004 — et finit par obtenir — le versement de royalties.
Bien qu'il n'y ait pas de réelles paroles, on peut entendre au début de la chanson Gerry O'Driscoll, le concierge des studios Abbey Road, dire : And I am not frightened of dying. Any time will do; I don't mind. Why should I be frightened of dying? There's no reason for it—you've gotta go sometime. ; et, aux environs de 3 min 35, une voix de femme (Patricia Watts, la femme de Peter Watts) : I never said I was frightened of dying.

## Personnel
- Clare Torry : chant
- David Gilmour : lap steel guitar
- Richard Wright : piano et orgue Hammond
- Roger Waters : guitare basse et effets sonores
- Nick Mason : batterie et percussions